# Historia precolombina de Bolivia
La historia precolombina de Bolivia es la época del registro histórico de Bolivia que comprende todo los acontecimientos y el desarrollo anterior a la Conquista del Perú, que supuso un importante cambio social en América.
En Bolivia aparecen restos de ocupación humana desde el 12 000-10 000 a. C. en el Yacimiento de Viscachani, Sud Lípez (10 000 a. C), y Altiplano de Sama (10.000-6000 a. C). Hasta el 1600 a. C. se desarrollan unas culturas sedentarias en el altiplano. La Chiripa y Wankarani son las dos más importantes del periodo formativo a partir del 1600 a. C.
La cultura de Tiwanaku, cerca del Lago Titicaca, marca un momento de florecimiento cultural de la zona altiplánica, extendiéndose su influencia por toda el área andina.
En torno al 1100 d. C. Tiwanaku desaparece y se produce una lucha entre los diferentes grupos que habitan la región: aymaras, collas, lupacas, y pacajes. Los aymaras establecen un dominio que abarca Arequipa y Puno en el Perú, La Paz, Oruro y Cochabamba, que perduró hasta que, en 1438, Pachacuti Inca derrota al último soberano colla, Chunqui Cápac, incorporando el altiplano boliviano al Tahuantinsuyo, como parte de la provincia del Collasuyo, e imponiendo el quechua como lengua oficial, aunque el aimara se continuó hablando regularmente.
El Inca Huayna Cápac mandó levantar fortalezas en la frontera oriental para detener el avance de los feroces chiriguanos.

## Paleolítico
La corriente migratoria procedente del norte que invade los Andes huyendo de las rigurosas condiciones climáticas debidas a las últimas glaciaciones desarrolla una cultura incipiente. A este período pre-cerámico y pre-agrícola corresponde la industria lítica de Viscachani; pero en una etapa anterior a los pueblos cazadores desarrollaron una cultura relacionada con la arquitectura rupestre. A los pueblos cazadores siguen los pescadores que usaron embarcaciones de totora, cuyos remanentes quedan en el lago Titicaca. Sus descendientes son los Urús y los Chipayas.

## Periodo Arcaico
El período denominado arcaico se caracteriza por el descubrimiento de la agricultura y la ganadería. Así muchos grupos de humanos abandonan las cuevas y resguardos rocosos para construir viviendas muy rudimentarias.

## Primeras culturas aldeanas

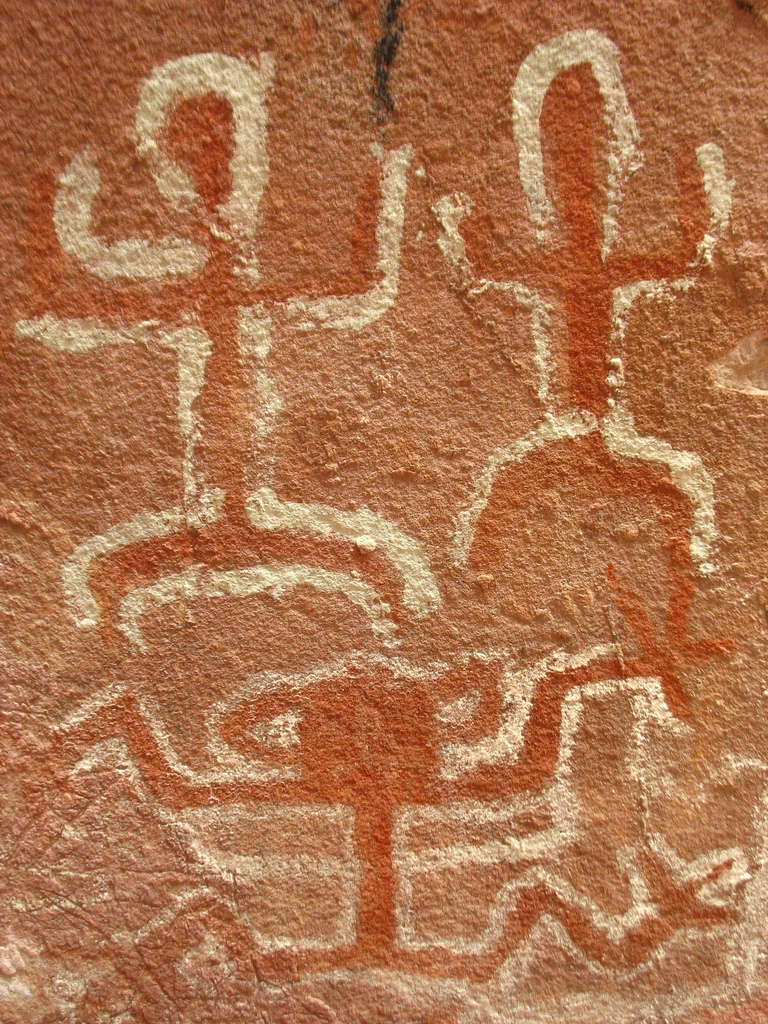
Pintura rupestre de Incamachay (2000 años de antigüedad), Chuquisaca.

### Periodo Formativo
Al final de este periodo, entre los años 2500 a. C. 1500 a. C., se inventa la textilería y la cerámica, y comienza el desarrollo de la arquitectura.
Las primeras culturas del formativo en el altiplano son: Wankarani y Chiripa. Con ellas aparecen las primeras aldeas.
- La cultura Wankarani se desarrolló en torno al Lago Poopó. Su antigüedad se remonta al año 2500 antes de nuestra era y pervive hasta el siglo segundo después de Cristo. Establecida en una región de puna no llegó a desarrollarse plenamente mantenido su estado de tipo aldeano hasta sucumbir al influjo de la expansión tiwanakota. Su economía se basó en el pastoreo de camélidos. Sus aldeas están situadas sobre montículos con casas de planta circular. No hay restos de construcciones correspondiente a centros religiosos; tan solo se han encontrado cabezas de llamas, talladas en piedra, que responden a una concepción religiosa.
- La cultura Chiripa se ubica en la península de Taraco, sobre el lago Titicaca donde hay un montículo artificial sobre el que se encuentran varios recintos dispuestos en torno a un templete semisubterráneo. Estos recintos tienen paredes dobles. Chiripa se ubica en el siglo XV a. C. y dura hasta los primeros años de nuestra era. En un momento, es coetánea a Tiwanaku.
- La cultura Tiwanaku tuvo un periodo aldeano entre los siglos XII a. C. y I d. C., de características similares.

### Los Urus y Chipayas
Los Urus son anteriores a los pueblos agricultores y ocupan la cuenca fluvial y lacustre del altiplano. Lingüísticamente emparentados con los Chipayas, coexisten con los aymaras y los Incas, y perviven durante la dominación española, llegando hasta nuestros días. En el delta formado por la desembocadura del río Lauca sobre el lago Coipasa viven los Chipayas; este pueblo originalmente fue de origen lacustre, aunque hoy también practica a pequeña escala la agricultura.
a

## Periodo Urbano de Tiwanaku

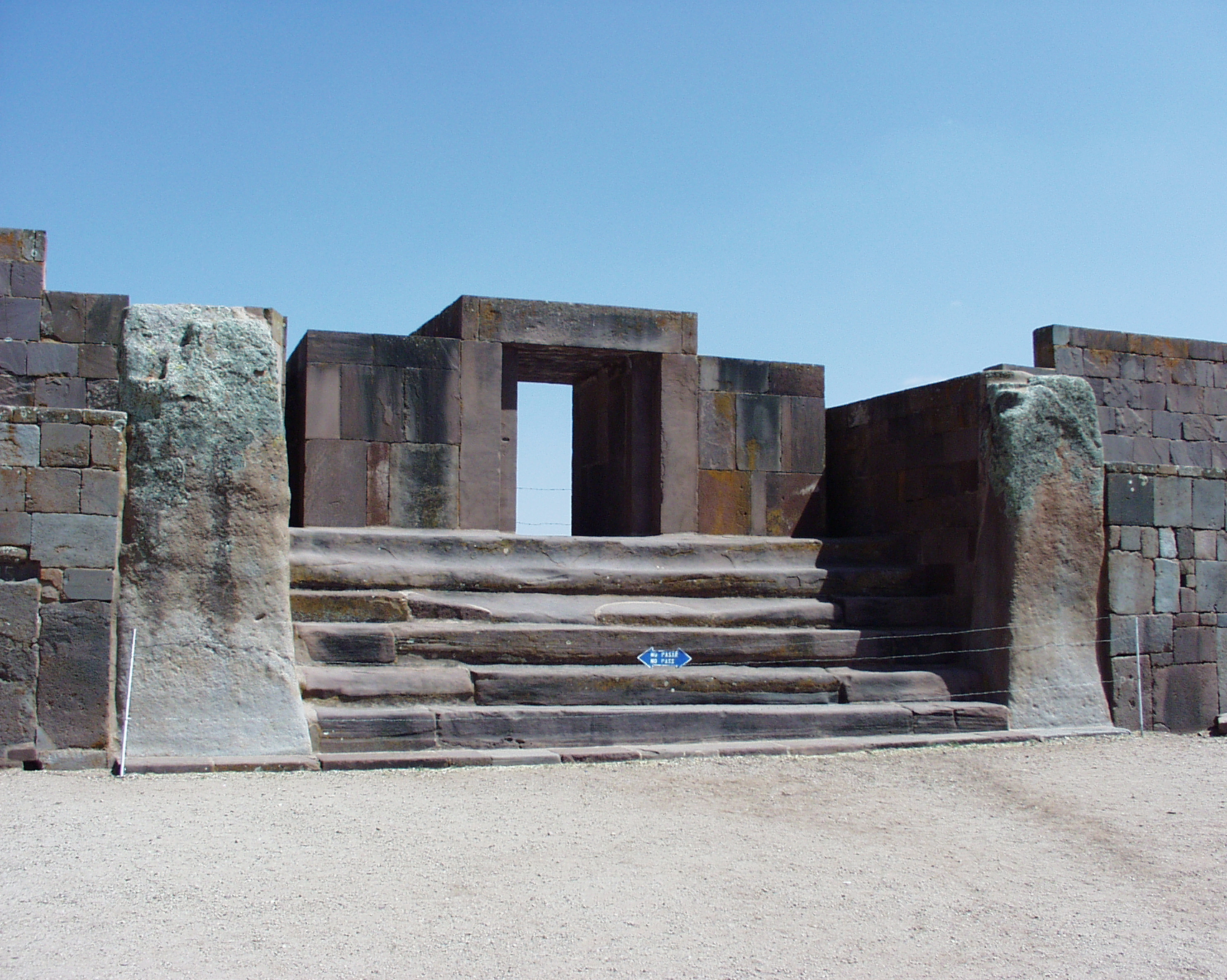
Portada del Templo de Kalasasaya.

Esta cultura ha sido dividida en tres grandes épocas: Período Aldeano, Período Urbano y Período Imperial. El primer periodo contemporáneo a Wankarani y Chiripa, se inicia hacia el año 1500 a. C. y dura hasta el siglo I de nuestra era cuando se produce en Tamanaco un cambio radical que los estudiosos llaman revolución urbana. Una de las principales características de la ciudad en formación es la presencia de centros ceremoniales junto a los cuales existe una población estratificada en clases sociales; las tierras aledañas a estos centros e cultivan por medio de "Suma-callos" o zanjas que permiten retener el agua de las lluvias para asegurar el cultivo en tiempo seco.
El período Urbano dura hasta el siglo séptimo de nuestra era cuando se inicia la expansión del estado tiahuanacota, comenzando así el periodo imperial (Ponce Sanjines 1981). Hay zonas estrechamente relacionadas con Tiwanaku, como Huari, cerca de Ayacucho (Perú), ciudad capital del imperio Wari , el cual surgió ante la influencia tihuanacota . Tiwanaku se expandió al sur sobre el desierto de Atacama y Cochabamba, llegando hasta el norte de Argentina.
La ciudad de Tiwanaku tenía dos centros ceremoniales Akapana-Kalasasaya y Puma Punku. Akapana es una pirámide artificial conformada por plataformas sucesivas, desde ella se divisa el conjunto de Kalasasaya y el Templete semisubterráneo.

## Periodo Imperial de Tiwanaku
En el siglo VIII de nuestra era, Tiwanaku se expande políticamente sobre la base de los enclaves preexistentes, esta expansión se evidencia por la difusión de los símbolos y elementos tiwanacotas que aparecen en la cerámica y los textiles de todo ámbito conquistado.
En el siglo XII el colapso es inevitable, probablemente por causas internas de tipo socioeconómico y a la región donde floreció tiwanaku migran varios grupos aymaras.

## Los Reinos aimaras
Desaparecido el Imperio Tiwanaku, la región quedó fragmentada en varias etnias (lupacas, hatuncollas, umasuyus, aullagas, ayaviris, canchis, carangas, charcas, chichas, lari-laris, pacajes, pacasas, quillacas, etc.) que conviven con los Urús quienes en un momento tuvieron el dominio de la cuenca lacustre. Estos Reinos aimaras se caracterizan por sus necrópolis compuestas por tumbas en forma de torres-chullpas. Existen también algunas fortalezas denominadas pucaras.
El modelo por el cual se regulaban estas etnias es el de verticalidad o control de los diversos pisos ecológicos que sostienen su economía de subsistencia. Ningún grupo humano necesita tanto de sus relaciones con la costa y con los valles como los pueblos aimaras del altiplano, por esta razón cada centro de la puna controlaba por medio de la colonización de zonas periféricas situadas a diferentes alturas y con climas varios.
A mediados del siglo XV, el señorío Colla conservaba un extenso territorio con su capital Hatun-Colla. El inca Viracocha incursionó en la región, pero quien la conquistó fue su hijo Pachacútec, noveno Inca.
Así como al norte se encontraban los collas, al sur estaba la Confederación Charca que tenía dos grupos: Los Carangas y Quillacas en torno al lago Poopó, y los Charcas que ocupaban el norte de Potosí y parte de Cochabamba. Ambos, Charcas y Collas eran de habla aimara.
La cultura material de los Carangas presenta extensas necrópolis o chullpares algunos de los cuales conservan todavía restos de pintura en sus muros exteriores. Una vez que los carangas fueron conquistados por los incas, Huayna Cápac los llevó a trabajar al valle de Cochabamba como mitimaes.
El señorío denominado Charca, al que estaban adscritos Cara-caras y Chichas, fue conquistado por los incas en tiempo de Túpac Inca Yupanqui y llevados a la conquista de Quito. Por su parte el pueblo de los Caracara era tan belicoso como el Charca y aún más, en su territorio tienen lugar aun hoy en día luchas denominadas "Tinkus".